# Hendrik van Gent
Hendrik van Gent (1900 – 29 mars 1947) est un astronome néerlandais.
Il vint en Afrique du Sud en 1928 pour observer le ciel austral. Il étudia les étoiles variables et découvrit également de nombreux astéroïdes et comètes.
Il mourut d'une attaque cardiaque.

## Astéroïdes découverts
| (1132) Hollandia        | 13 septembre 1929 |
| (1133) Lugduna          | 13 septembre 1929 |
| (1165) Imprinetta       | 24 avril 1930     |
| (1225) Ariane           | 23 avril 1930     |
| (1226) Golia            | 22 avril 1930     |
| (1267) Geertruida       | 23 avril 1930     |
| (1336) Zeelandia        | 9 septembre 1934  |
| (1337) Gerarda          | 9 septembre 1934  |
| (1342) Brabantia        | 13 février 1935   |
| (1353) Maartje          | 13 février 1935   |
| (1383) Limburgia        | 9 septembre 1934  |
| (1384) Kniertje         | 9 septembre 1934  |
| (1385) Gelria           | 24 mai 1935       |
| (1389) Onnie            | 28 septembre 1935 |
| (1666) van Gent         | 22 juillet 1930   |
| (1667) Pels             | 16 septembre 1930 |
| (1670) Minnaert         | 9 septembre 1934  |
| (1686) De Sitter        | 28 septembre 1935 |
| (1689) Floris-Jan       | 16 septembre 1930 |
| (1693) Hertzsprung      | 5 mai 1935        |
| (1694) Kaiser           | 29 septembre 1934 |
| (1738) Oosterhoff       | 16 septembre 1930 |
| (1752) van Herk         | 22 juillet 1930   |
| (1753) Mieke            | 10 mai 1934       |
| (1879) Broederstroom    | 16 octobre 1935   |
| (1914) Hartbeespoortdam | 28 septembre 1930 |
| (1925) Franklin-Adams   | 9 septembre 1934  |
| (1945) Wesselink        | 22 juillet 1930   |
| (1946) Walraven         | 8 août 1931       |
| (1986) Plaut            | 28 septembre 1935 |
| (2019) van Albada       | 28 septembre 1935 |
| (2203) van Rhijn        | 28 septembre 1935 |
| (2378) Pannekoek        | 13 février 1935   |
| (2801) Huygens          | 28 septembre 1935 |
| (2831) Stevin           | 17 septembre 1930 |
| (2945) Zanstra          | 28 septembre 1935 |
| (4296) van Woerkom      | 28 septembre 1935 |
| (4359) Berlage          | 28 septembre 1935 |
| (4511) Rembrandt        | 28 septembre 1935 |